# Totobates elegans
Totobates elegans är en kvalsterart som först beskrevs av Hammer 1958.  Totobates elegans ingår i släktet Totobates och familjen Liebstadiidae. Inga underarter finns listade i Catalogue of Life.